# Backabo en deel van Bäckebo
Backabo en deel van Bäckebo (Zweeds: Backabo och del av Bäckebo) is een småort in de gemeente Borås in het landschap Västergötland en de provincie Västra Götalands län in Zweden. Het småort heeft 98 inwoners (2005) en een oppervlakte van 28 hectare. Het småort bestaat uit twee plaatsen: Backabo en een deel van Bäckebo. Het småort wordt omringd door zowel landbouwgrond als bos en ligt net ten noorden van de plaats Sandared en Sjömarken.